# Javhen Sikavka
Javhen Sikavka (cirill betűkkel: Яўген Шыкаўка; Minszk, 1992. október 15. –) belarusz válogatott labdarúgó, a lengyel Korona Kielce csatárja.

## Pályafutása

### Klubcsapatokban
Sikavka Fehéroroszország fővárosában, Minszkben született. Az ifjúsági pályafutását a BATE Bariszav akadémiájánál kezdte.
2012-ben mutatkozott be a BATE Bariszav felnőtt keretében. 2012-ben a Polotsknál szerepelt kölcsönben. 2013 és 2022 között a Slonim, a Szlavija-Mazir, a Krumkachy Minszk, a Szlutszk és a Dinama Minszk, illetve a görög Láriszasz és a kazah Sahtyor Karagandi csapatát erősítette. 2022. január 26-án másfél éves szerződést kötött a lengyel másodosztályban szereplő Korona Kielce együttesével. Először a 2022. február 26-án, a Stomil Olsztyn ellen 1–1-es döntetlennel zárult mérkőzésen lépett pályára. Első gólját 2022. április 9-én, a Zagłębie Sosnowiec ellen hazai pályán 2–1-es győzelemmel zárult találkozón szerezte meg. A 2021–22-es szezonban feljutottak az első osztályba.

### A válogatottban
Sikavka az U20-as korosztályú válogatottban is képviselte Fehéroroszországot.
2018-ban debütált a felnőtt válogatottban. Először a 2018. június 9-ei, Finnország ellen 2–0-ra elvesztett mérkőzésen lépett pályára.

## Statisztikák
2023. március 11. szerint
| Klub          | Szezon   | Osztály     | Bajnokság | Bajnokság | Kupa és Ligakupa | Kupa és Ligakupa | Nemzetközi | Nemzetközi | Összesen | Összesen |
| Klub          | Szezon   | Osztály     | Meccs     | Gól       | Meccs            | Gól              | Meccs      | Gól        | Meccs    | Gól      |
| ------------- | -------- | ----------- | --------- | --------- | ---------------- | ---------------- | ---------- | ---------- | -------- | -------- |
| Korona Kielce | 2021–22  | I Liga      | 16        | 3         | 0                | 0                | —          | —          | 16       | 3        |
| Korona Kielce | 2022–23  | Ekstraklasa | 21        | 3         | 2                | 2                | —          | —          | 23       | 5        |
| Összesen      | Összesen | Összesen    | 37        | 6         | 2                | 2                | 0          | 0          | 39       | 8        |

### A válogatottban
| Válogatott       | Év       | Pályára lépés | Gól |
| ---------------- | -------- | ------------- | --- |
| Fehéroroszország | 2018     | 1             | 0   |
| Fehéroroszország | 2019     | 1             | 0   |
| Összesen         | Összesen | 2             | 0   |

## Sikerei, díjai
Korona Kielce
- I Liga
  - Feljutó (1): 2021–22